# Воробей Віталій Валентинович
Віталій Валентинович Воробей  (нар. 1989 р., Луцьк) — переможець у номінації «Видатні приклади відваги» за версією проекту «Гордість країни». У січні 2010 р. самотужки затримав злочинця, який вбив двох подруг його коханої, а до того вже був судимий за розбій та пограбування, — та тримав його, поки не прибула міліція.

## Нагороди
- Орден «За мужність» ІІІ ступеня, 2010.